# Sergej Surovikin
Sergej Vladimirovič Surovikin (in russo Сергей Владимирович Суровикин?; Novosibirsk, 11 ottobre 1966) è un generale russo. Comandante, dal 2017 al 2023, delle forze aerospaziali russe (succedendo a Viktor Bondarev), dall'ottobre 2022 è stato posto al comando di tutte le truppe e le forze militari russe impegnate nel conflitto in Ucraina.
Dal 2013 al 2017 ha diretto il Distretto militare orientale ed è stato uno dei comandanti dell'esercito russo impegnati nella guerra civile siriana. Dopo l'invasione russa dell'Ucraina nel febbraio 2022, è stato nominato dapprima comandante del "gruppo Sud" delle forze armate russe, per poi diventare l'8 ottobre 2022 comandante di tutte le truppe russe impiegate in Ucraina fino all'11 gennaio 2023.

## Carriera militare

### Inizio carriera e frequenza all'accademia militare
Nato nel 1966 a Novosibirsk, Surovikin nel 1987 si è diplomato alla scuola militare di Omsk e in seguito ha frequentato l'Accademia militare "M.V. Frunze". Dopo gli studi e l'addestramento è stato assegnato a un'unità di Specnaz e ha prestato servizio nella guerra sovietico-afghana.
Nell'agosto 1991 era capitano e comandante del 1º Battaglione di fucilieri della 2ª Divisione fucilieri motorizzata delle guardie "Taman". Durante il colpo di Stato di agosto a Mosca, a Surovikin fu ordinato di inviare il suo battaglione nella galleria dell'Anello dei Giardini, dove furono uccisi tre manifestanti anti-golpe. Dopo il fallimento del colpo di Stato, Surovikin è stato arrestato e tenuto sotto inchiesta per sette mesi. Tuttavia, le accuse sono state ritirate il 10 dicembre poiché Boris El'cin ha concluso che Surovikin stava solo eseguendo gli ordini. In seguito fu promosso al grado di maggiore.
Nel settembre 1995 è stato condannato a un anno di libertà vigilata dal tribunale militare della guarnigione di Mosca per vendita illegale di armi. La condanna è stata annullata dopo che l'indagine ha concluso che Surovikin aveva accettato di dare a un compagno di studi una pistola da utilizzare in una competizione, ignaro dello scopo previsto. Nello stesso anno si diplomò all'Accademia militare "M.V. Frunze". Surovikin fu inviato in Tagikistan e lì comandò un battaglione. Divenne quindi capo di stato maggiore del 92º Reggimento fucilieri motorizzato, capo di stato maggiore e comandante del 149º Reggimento fucilieri motorizzato delle guardie e capo di stato maggiore della 201ª Divisione.
Nel 2002 si diplomò all'Accademia militare di stato maggiore. Divenne comandante della 34ª Divisione fucilieri motorizzata a Ekaterinburg.

### Suicidio del subordinato in presenza di Surovikin
Nel marzo 2004 Surovikin è stato accusato dal tenente colonnello Viktor Čibizov di averlo picchiato per aver votato il candidato sbagliato. Ad aprile, il colonnello Andrej Štakal, vicecomandante della divisione per gli armamenti, si è sparato alla presenza di Surovikin e del vicecomandante del distretto dopo essere stato criticato da Surovikin. In entrambi i casi, il procuratore militare non ha trovato prove di colpevolezza.

### Primi ruoli di comando
Dal giugno 2004 ha guidato la 42ª Divisione fucilieri motorizzata delle guardie, di stanza in Cecenia.
È stato capo di stato maggiore della 20ª Armata delle guardie dal 2005, e nell'aprile 2008 ne è diventato comandante. 
Nel novembre 2008 Surovikin è diventato capo della direzione delle operazioni principali dello stato maggiore generale. Nel gennaio 2010 è diventato capo di stato maggiore del distretto militare Volga-Urali, che poco dopo è diventato parte del Distretto militare centrale.

### Polizia militare
Nel novembre 2011 ha guidato il gruppo di lavoro incaricato della creazione della Polizia militare. È stato scritto che Surovikin avrebbe dovuto essere incaricato di dirigere la polizia militare dopo che venne istituita; ma la nomina non si è mai concretizzata a causa dell'intervento della Procura militare russa che secondo i media russi ha presentato la situazione come un conflitto di interessi tra il Ministero della difesa e la Procura militare. Nell'ottobre 2012 è diventato capo di stato maggiore del Distretto militare orientale. Nell'ottobre 2013 è stato nominato comandante del distretto. Il 13 dicembre Surovikin è stato promosso al grado di colonnello generale.

### Guerra civile siriana
Il 9 giugno 2017 è stato presentato ai rappresentanti dei media come comandante delle forze armate russe dispiegate in Siria.
Nel settembre 2017, Surovikin è stato citato dai media russi come probabile successore di Viktor Bondarev, che il 26 settembre è stato sollevato dalla carica di comandante delle forze aerospaziali. Secondo un rapporto pubblicato dal gruppo RBK il 2 novembre 2017 che citava una fonte anonima del ministero della Difesa, Surovikin aveva ricevuto tale nomina nonostante le sue obiezioni iniziali. Alla fine di novembre 2017, Krasnaja Zvezda, il giornale ufficiale del ministero della Difesa russo ha riferito che Surovikin era stato nominato comandante delle forze aerospaziali con decreto presidenziale del 22 novembre. La TASS ha sottolineato che Surovikin è diventato il primo comandante di armi combinate nella storia della Russia e dell'Unione Sovietica ad essere messo a capo delle forze aeree russe o sovietiche.
Il 28 dicembre è stato nominato Eroe della Federazione Russa per la sua guida del Gruppo di forze in Siria.
Sotto il comando di Surovikin, è stata raggiunta una svolta significativa nella lotta contro l'opposizione siriana. Il governo siriano ha ripreso il controllo di oltre il 50% della Siria entro la fine del 2017 dopo una serie di campagne militari di successo. Secondo diversi commentatori militari russi, è stato Surovikin a invertire le sorti della guerra in Siria.

### Invasione russa dell'Ucraina

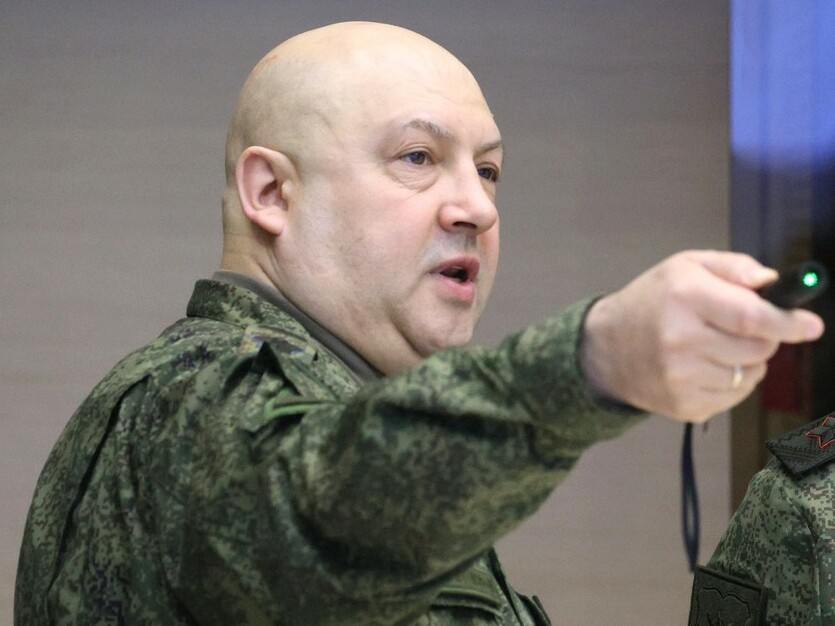
Sergej Surovikin, 2022

Dopo l'invasione russa dell'Ucraina nel febbraio 2022, è stato nominato dapprima comandante del "Gruppo Sud" delle forze armate russe, per poi diventare l'8 ottobre comandante di tutte le truppe russe impiegate in Ucraina, sostituendo il colonnello generale Gennadij Židko.
Il 18 ottobre 2022, ha dichiarato in un'intervista ai media russi che "il nostro avversario è un regime criminale, mentre noi e gli ucraini siamo un popolo e vogliamo la stessa cosa: che l'Ucraina sia un paese amico della Russia e indipendente dall'Ovest".
Secondo fonti vicine al Cremlino, Surovikin è un sostenitore di attacchi su larga scala contro infrastrutture civili.
Il 9 novembre 2022, in un incontro televisivo con il ministro della difesa russo Sergej Šojgu, Surovikin ha rilasciato una dichiarazione pubblica ai media russi, insieme ad altro personale militare, raccomandando il ritiro delle forze russe da Cherson per salvare le truppe russe che rischiavano di essere intrappolate. Nella stessa apparizione televisiva, Šojgu ha approvato il ritiro.
L'11 gennaio 2023 Surovikin è stato sostituito come comandante di tutte le forze russe in Ucraina da Valerij Gerasimov, diventando uno dei vice di Gerasimov,ed in sottordine al generale Oleg Saljukov, comandante in capo dell'esercito russo.

#### Rivolta del Gruppo Wagner
Nel maggio 2023 è stato riferito che Surovikin aveva "rappresentato gli interessi" del Gruppo Wagner presso il Ministero della difesa russo negli ultimi anni. Secondo la CNN, prove documentali indicavano Surovikin come un membro ufficiale della Wagner insieme ad altri 30 alti ufficiali russi.
Il 24 giugno 2023, durante la rivolta del Gruppo Wagner contro il governo russo, Surovikin apparve su un video pubblicato su Telegram in cui chiedeva alle forze ribelli di fermare la rivolta. Secondo quanto riferito, Surovikin scomparve dopo l'evento. Alcuni rapporti suggeriscono che sia stato arrestato il 29 giugno, poiché a conoscenza del piano di ribellione del comandante del gruppo militare Evgenij Prigožin. La figlia di Surovikin Veronika, in una presunta intervista a un canale Telegram russo, ha affermato di essere in contatto con suo padre e ha invece insistito sul fatto che non sia stato arrestato. Il suo vice, colonnello generale Viktor Afzalov, lo ha succeduto come comandante delle forze aerospaziali.